# ديفيد س. كاسيدي
ديفيد س. كاسيدي (بالإنجليزية: David C. Cassidy)‏ هو مؤرخ وفيزيائي أمريكي، ولد في 1945.